# Bourse de Budapest
La Bourse de Budapest est la principale bourse de Hongrie et la deuxième d'Europe centrale et orientale en matière de capitalisation et de liquidités. Il existait déjà une bourse à Budapest en 1864, qui fut un haut lieu de la crise bancaire de mai 1873, mais elle fut fermée par le régime communiste après la Seconde Guerre mondiale. Refondée en 1990, elle est détenue depuis 2010 à 50 % par CEE Stock Exchange Group.

## Histoire

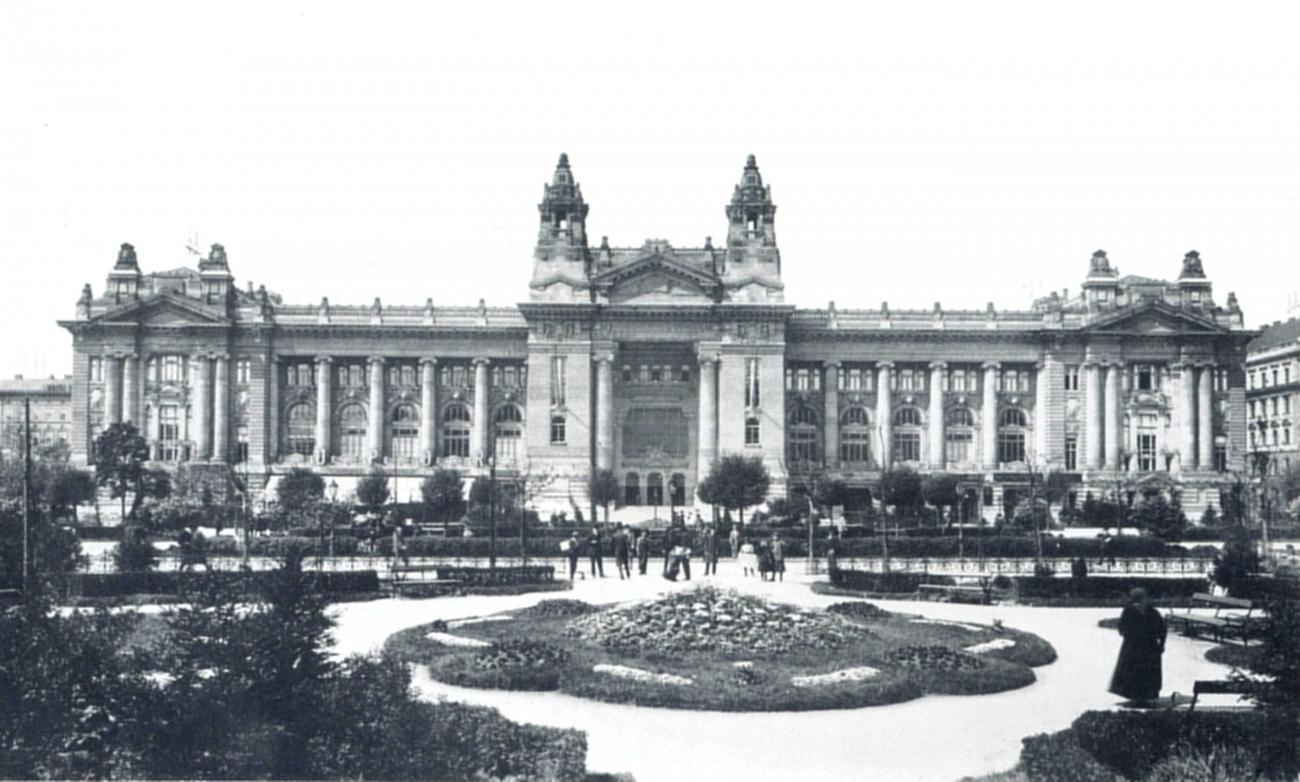
Le bâtiment de la première bourse de Budapest en 1905.

La Bourse hongroise est née le 18 janvier 1864 à Pest, sur les rives du Danube, au siège du Lloyds autrichien. Frigyes Kochmeister, responsable du comité pour sa mise en place, est son premier président et le restera 36 ans (1864–1900). L'institution est créée pour échanger des actions, mais quatre plus tard elle acquiert la « Halle aux grains » (Gabonacsarnok, centre du marché des céréales) et prend le nom de Bourse de commerce et des valeurs de Budapest (Budapesti Áru- és Értéktőzsde), nom qu'elle gardera pendant 80 ans en tant que l'une des principales bourses d'Europe. Au lancement en 1864, elle cote 17 actions, une obligation, 11 devises et 9 titres de papier commercial. En 1872, le ministère du commerce de l'Empire autrichien donne son feu vert à l'incorporation de 15 sociétés industrielles et 550 financières cotées, un emballement qui contribuera au krach de Vienne de 1873.